# Einsiedlerliest
Der Einsiedlerliest (Actenoides monachus) ist ein südasiatischer Vogel aus der Familie der Eisvögel.

## Merkmale
Der bis zu 31 cm lange Einsiedlerliest hat einen roten Schnabel, einen schwarzen oder blauen Kopf. Rücken, Flügel und Schwanz sind dunkelgrün, Hals und Unterseite rötlich-braun. Das Männchen hat blaue, das Weibchen kastanienbraune Wangen. Der Jungvogel hat ebenfalls kastanienbraune Wangen und einen gelblichen Schnabel.

## Vorkommen
Der Einsiedlerliest ist eine endemische Art und kommt nur auf Sulawesi vor. Dort bewohnt er die Regenwälder des Tieflands von Meeresniveau bis auf 900 m Höhe.

## Unterarten
Man kennt zwei Unterarten:
- Actenoides m. monachus lebt im Norden von Sulawesi sowie einigen benachbarten Inseln und hat einen dunkelblauen Kopf, eine dunklere rötlich-braune Brust und einen helleren Bauch.
- Actenoides m. capucinus lebt im Süden und im Osten der Insel. Der Kopf ist schwarz, Brust und Bauch haben denselben rötlich-braunen Farbton.

## Verhalten und Fortpflanzung
Der Einsiedlerliest ist ein ruhiger, einzelgängerischer Vogel, über den nur wenig bekannt ist. Er brütet wahrscheinlich im März oder April in einer Erdhöhle oder einer Baumhöhle, die in einem Nest von Baumtermiten gegraben wird.
Die Nahrung besteht aus Hundertfüßern und Käfern.